# Wesley Sneijder
Wesley Benjamin Sneijder (Utrecht, 9 giugno 1984) è un ex calciatore olandese, di ruolo centrocampista. Con la nazionale olandese è diventato vicecampione del mondo nel 2010; degli oranje è anche il primatista di presenze ufficiali (134).
Ha vestito la maglia di Ajax, Real Madrid e Inter, e con quest'ultima è stato uno dei protagonisti del triplete. Nella sua carriera ha vinto un campionato olandese, tre Supercoppe d'Olanda, due Coppe d'Olanda, un campionato spagnolo, una Supercoppa di Spagna, un campionato italiano, due Coppe Italia, una Supercoppa italiana, due campionati turchi, tre Supercoppe di Turchia e tre Coppe di Turchia nonché una UEFA Champions League e una Coppa del mondo per club FIFA.
A livello personale, è stato nominato calciatore olandese dell'anno nel 2004 ed è stato inserito nella squadra ideale del campionato d'Europa 2008; nel 2010 è stato nominato miglior centrocampista della Champions League e, nello stesso anno, è stato inserito nella Squadra d'oro de La Gazzetta dello Sport, nell'All-Star Team del campionato del mondo 2010, nel FIFPro World XI e nella Squadra dell'anno UEFA.
Nel 2021 è entrato a far parte della Hall of Fame dell'Inter.

## Biografia
Si è sposato con Ramona Streekstra nel 2005. Hanno avuto un figlio, Jessey, nato nel 2006, al quale è dedicato il tatuaggio sul braccio sinistro del padre. La coppia ha divorziato nel 2009. Jessey seguirà le orme paterne facendo la trafila nel settore giovanile dell’Utrecht.
L'8 maggio 2008, è stato riferito che Sneijder aveva impedito al fratello minore Rodney un trasferimento al suo club di allora, il Real Madrid. Sneijder ha detto: "Il Real Madrid lo voleva e Rodney era molto felice di questo. Ma quando l'ho sentito, ho fermato tutto. Non sono favorevole che i giovani crescano nei club forti. Gli ho detto che prima deve sfondare all'Ajax."
Nell'agosto 2009 ha incominciato a frequentare l'attrice e modella Yolanthe Cabau van Kasbergen, sua connazionale. La coppia si è sposata nel 2010. Sneijder è diventato cattolico ed è stato battezzato nel ritiro di Appiano Gentile. Di conseguenza lei prende anche il suo cognome come stabilisce la legge olandese e secondo la sposa stessa Sneijder avrebbe dovuto cambiare anche lui il cognome diventando Wesley Sneijder-Cabau, cosa che poi lui ha rifiutato categoricamente. Nel marzo 2019, la coppia ha annunciato il divorzio.

## Caratteristiche tecniche
Trequartista o mezzala abile con entrambi i piedi, Sneijder eccelleva nel fornire assist ai compagni e nell'esecuzione dei calci piazzati, siano essi punizioni o calci d'angolo; per affinare la propria tecnica di tiro si è avvalso dei consigli di due ex specialisti, i connazionali Pierre van Hooijdonk e Ronald Koeman. Elegante ma anche essenziale nelle giocate, è stato definito da Marco van Basten «il miglior centrocampista che l'Olanda abbia mai prodotto».
Sotto la conduzione tecnica di Ranieri è stato impiegato da esterno di centrocampo nel 4-4-2, con modesti esiti.

## Carriera

### Club

#### Ajax

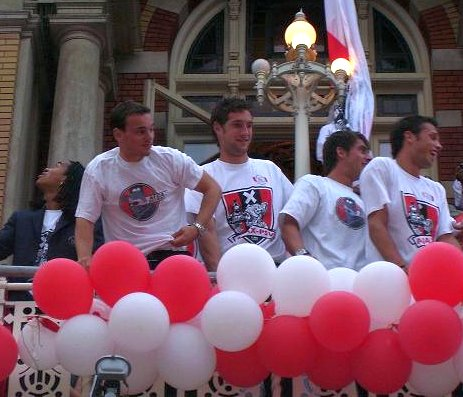
Sneijder (secondo da sinistra) ai tempi dell'Ajax, con Urby Emanuelson, Maarten Stekelenburg, Zdeněk Grygera e John Heitinga.

Inizia la carriera nel settore giovanile dell'Ajax. Debutta nella sua città nella squadra il 22 dicembre 2002 nella vittoria 2-0 sull'Excelsior, quando il manager Ronald Koeman, trovandosi con la squadra ridotta a causa di diversi infortuni, lo convoca su segnalazione dell'allenatore della squadra giovanile Danny Blind. Conquista rapidamente il ruolo di mediano titolare ed occasionalmente gioca anche come ala destra. Dopo il secondo posto ottenuto nella stagione d'esordio 2002-2003, dove il 26 febbraio 2003 esordisce in Europa, in Champions League, pareggiando 0-0 contro l'Arsenal, vince il titolo della Eredivisie nel 2003-2004 e termina il massimo campionato olandese ancora al secondo posto nel 2004-2005 e nel 2006-2007. Aggiunge al titolo nazionale, due Coppe d'Olanda (KNVB Cup) e tre Supercoppe d'Olanda (Johan Cruijff-schaal).

#### Real Madrid
Durante l'estate 2007 viene ceduto, per 27 milioni di euro, al Real Madrid che aveva già acquistato i suoi connazionali Royston Drenthe e Arjen Robben. Esordisce il 25 agosto, segnando il gol della vittoria (2-1) contro l'Atlético nel derby madrileno. Nella seconda giornata, realizza una doppietta nel 5-0 contro il Villarreal. Con 9 gol in 30 partite, contribuisce alla vittoria della Liga.
In estate, nel corso di un'amichevole contro l'Arsenal, riporta una lesione del legamento crociato che fa temere inizialmente almeno tre mesi di stop. Il giocatore recupera tuttavia in tempi più brevi, tanto da poter scendere in campo con la Juventus in Champions League già ad ottobre. Al termine di questa stagione, complice anche l'abbondanza di elementi in rosa, non rientra nei piani della squadra per il futuro.

#### Inter

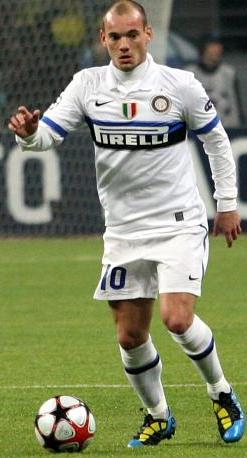
Sneijder in azione con la maglia dell'Inter nel 2010.

Il 26 agosto 2009 l'Inter annuncia ufficialmente il suo acquisto a titolo definitivo, in cambio dei 15 milioni pagati al Real; gli viene assegnata la maglia numero 10. L'olandese esordisce nel derby del 29 agosto, valido per la seconda giornata di campionato: la sua nuova squadra vince per 4-0, con lui che figura tra i migliori in campo. Segna il primo gol in Serie A il 3 ottobre, dando la vittoria all'Inter contro l'Udinese nei minuti finali di partita. Il 4 novembre si ripete in Champions League contro la Dinamo Kiev, facendo cogliere all'Inter un'altra vittoria in extremis. Al termine della stagione contribuisce al "triplete" nerazzurro, segnando 8 gol complessivi in 41 presenze. Nella finale di Champions League con il Bayern Monaco, serve a Milito l'assist per il primo gol. All'inizio dell'anno successivo, è al quarto posto nella classifica del Pallone d'oro: lo precedono Lionel Messi, Andrés Iniesta e Xavi sebbene l'olandese fosse ritenuto da molti il principale candidato alla vittoria. In questa stagione aggiunge al suo palmarès la Supercoppa italiana, il Mondiale per club e un'altra Coppa Italia.
In seguito vive, così come la squadra, un periodo sottotono nel quale il suo rendimento è condizionato dagli infortuni. Il 2 agosto 2012, contro l'Hajduk Spalato in Europa League, segna il primo gol della stagione interista, mentre il 26 agosto realizza il primo in campionato, nella vittoria per 3-0 in casa del Pescara. Tale gol si rivela anche l'ultimo in nerazzurro: il 26 settembre si infortuna nella partita con il Chievo, che sarà per lui l'ultima a Milano. I rapporti con la società iniziano infatti a peggiorare, per via di alcuni suoi post pubblicati su Twitter e ritenuti non appropriati dal club. Rifiutata la proposta di rinnovo contrattuale, in cui si chiedeva al giocatore una riduzione dello stipendio, viene relegato ai margini della rosa.

#### Galatasaray

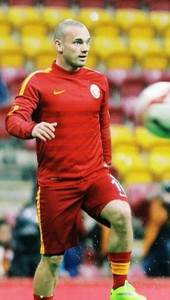
Sneijder durante un riscaldamento con il Galatasaray nel 2015.

All'apertura del mercato invernale, è ceduto al club turco del Galatasaray per 7,5 milioni più bonus. Debutta il 27 gennaio 2013, anche questa volta in un derby vinto dai suoi nuovi compagni (2-1 al Beşiktaş). Segna la prima rete il 25 febbraio, nella partita vinta (4-2) contro l'Orduspor. Nel ritorno dei quarti di Champions League, segna il gol dell'ex contro il Real Madrid: pur vincendo per 3-2, il Galatasaray viene eliminato a causa del risultato d'andata. Vinto il titolo nazionale, l'11 dicembre segna alla Juventus il gol che qualifica il Galatasaray agli ottavi di Champions, eliminando i bianconeri. Risulta decisivo per la vittoria della Coppa di Turchia, con una rete in finale. Nella stagione 2014-15 vince nuovamente il campionato.
Complessivamente mette insieme 172 partite e 45 gol vincendo 2 campionati, 3 coppe e altrettante supercoppe.

#### Gli ultimi anni in campo e fuori
Svincolatosi dal club turco per attriti con la dirigenza, l'8 agosto 2017 viene presentato dal Nizza dove ritrova Mario Balotelli, suo compagno di squadra all'Inter nella stagione 2009-10.
Dopo sole 8 presenze collezionate tra campionato, preliminari di Champions ed Europa League, il 7 gennaio 2018 firma un contratto di 18 mesi con i qatarioti dell'Al-Gharafa.
Il 12 agosto 2019, all'età di 35 anni, annuncia inizialmente il proprio ritiro dall'attività agonistica; tuttavia dopo una breve esperienza da dirigente dell'Utrecht, nel luglio 2020 decide di rimettersi in gioco, allenandosi con i dilettanti del DHSC Utrecht, club della quinta serie olandese in cui gioca anche il fratello Rodney. Nel frattempo commercia vini con Fabio Cordella, nel gennaio 2021 partecipa al gioco di biglie Marble Mania su SBS6 insieme a Ronald de Boer e Giovanni van Bronckhorst e diventa Ambassador di Coin of Champions nell’ambito delle criptovalute. Inoltre è opinionista sui canali olandesi RTL7, Veronica e Ziggo Sport e in Italia per Prime Video  e oltre a frequentare, senza terminarlo, il corso di allenatore.

### Nazionale

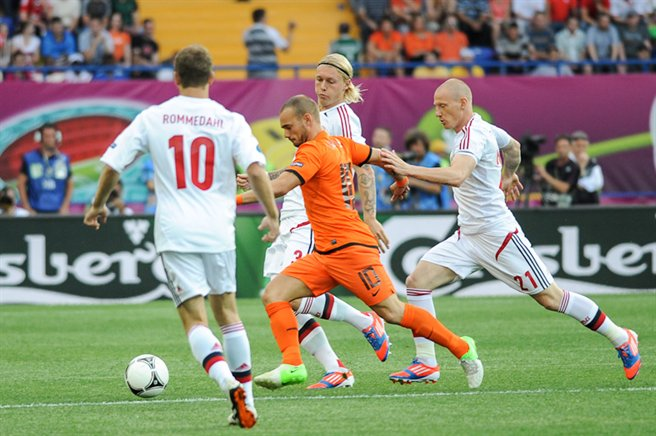
Sneijder contro la Danimarca all'Europeo 2012.

Esordisce in nazionale il 30 aprile 2003, in un'amichevole contro il Portogallo.
Agli europei 2008 realizza due gol (entrambi ai gironi contro Italia e Francia) in 3 partite, con gli olandesi che vengono eliminati ai quarti dalla Russia ai quarti di finali, con Sneijder che si rivela uno dei migliori dei suoi.
Al campionato del mondo 2010 realizza 5 reti, contribuendo al secondo posto finale degli oranje. Degna di nota è la doppietta messa a segno, nei quarti di finale, contro il Brasile: gli olandesi rimontano da 0-1 a 2-1. Nelle semifinali, marca il temporaneo 2-1 contro l'Uruguay (battuto per 3-2).
Dopo una deludente partecipazione – al pari di tutta la squadra – al campionato d'Europa 2012, negli ottavi di finale del campionato del mondo 2014 segna il gol del pareggio contro il Messico (poi sconfitto 2-1). Il 9 giugno 2017, nella sfida con il Lussemburgo valida per le eliminatorie del campionato del mondo 2018, disputa la 131ª partita in Nazionale diventando il primatista di presenze: supera, nella speciale classifica, l'ex portiere Van der Sar.
Il 4 marzo 2018, dopo circa quindici anni di militanza, annuncia il suo addio alla nazionale olandese. Tuttavia torna il 6 settembre per disputare un'amichevole contro il Perù, dopo la quale chiude definitivamente la sua carriera in nazionale.

## Statistiche
Tra club, nazionale maggiore e nazionali giovanili, Sneijder ha giocato globalmente 697 partite segnando 181 reti, alla media di 0,26 gol a partita.

### Presenze e reti nei club
| Stagione           | Squadra            | Campionato         | Campionato | Campionato | Coppe nazionali | Coppe nazionali | Coppe nazionali | Coppe continentali | Coppe continentali | Coppe continentali | Altre coppe | Altre coppe | Altre coppe | Totale | Totale |
| Stagione           | Squadra            | Comp               | Pres       | Reti       | Comp            | Pres            | Reti            | Comp               | Pres               | Reti               | Comp        | Pres        | Reti        | Pres   | Reti   |
| ------------------ | ------------------ | ------------------ | ---------- | ---------- | --------------- | --------------- | --------------- | ------------------ | ------------------ | ------------------ | ----------- | ----------- | ----------- | ------ | ------ |
| 2002-2003          | Ajax               | ED                 | 17         | 4          | CO              | 3               | 1               | UCL                | 3                  | 0                  | SO          | 0           | 0           | 23     | 5      |
| 2003-2004          | Ajax               | ED                 | 30         | 9          | CO              | 1               | 0               | UCL                | 7                  | 1                  | -           | -           | -           | 38     | 10     |
| 2004-2005          | Ajax               | ED                 | 30         | 7          | CO              | 3               | 1               | UCL+CU             | 6+1                | 0                  | SO          | 1           | 1           | 41     | 9      |
| 2005-2006          | Ajax               | ED                 | 19+2       | 5+1        | CO              | 3               | 2               | UCL                | 7                  | 4                  | SO          | 0           | 0           | 31     | 12     |
| 2006-2007          | Ajax               | ED                 | 30+3       | 18+1       | CO              | 4               | 1               | UCL+CU             | 2+7                | 0+1                | SO          | 1           | 1           | 47     | 22     |
| Totale Ajax        | Totale Ajax        | Totale Ajax        | 126+5      | 43+2       |                 | 14              | 5               |                    | 33                 | 6                  |             | 2           | 2           | 180    | 58     |
| 2007-2008          | Real Madrid        | PD                 | 30         | 9          | CR              | 2               | 0               | UCL                | 5                  | 0                  | SS          | 1           | 0           | 38     | 9      |
| 2008-2009          | Real Madrid        | PD                 | 22         | 2          | CR              | 2               | 0               | UCL                | 4                  | 0                  | SS          | 0           | 0           | 28     | 2      |
| Totale Real Madrid | Totale Real Madrid | Totale Real Madrid | 52         | 11         |                 | 4               | 0               |                    | 9                  | 0                  |             | 1           | 0           | 66     | 11     |
| 2009-2010          | Inter              | A                  | 26         | 4          | CI              | 4               | 1               | UCL                | 11                 | 3                  | SI          | 0           | 0           | 41     | 8      |
| 2010-2011          | Inter              | A                  | 25         | 4          | CI              | 2               | 0               | UCL                | 9                  | 3                  | SI+SU+Cmc   | 1+1+1       | 0           | 39     | 7      |
| 2011-2012          | Inter              | A                  | 20         | 4          | CI              | 2               | 0               | UCL                | 5                  | 0                  | SI          | 1           | 1           | 28     | 5      |
| 2012-gen. 2013     | Inter              | A                  | 5          | 1          | CI              | 0               | 0               | UEL                | 3                  | 1                  | -           | -           | -           | 8      | 2      |
| Totale Inter       | Totale Inter       | Totale Inter       | 76         | 13         |                 | 8               | 1               |                    | 28                 | 7                  |             | 4           | 1           | 116    | 22     |
| gen.-giu. 2013     | Galatasaray        | SL                 | 12         | 3          | TK              | -               | -               | UCL                | 4                  | 1                  | ST          | -           | -           | 16     | 4      |
| 2013-2014          | Galatasaray        | SL                 | 28         | 12         | TK              | 6               | 3               | UCL                | 7                  | 2                  | ST          | 1           | 0           | 42     | 17     |
| 2014-2015          | Galatasaray        | SL                 | 31         | 10         | TK              | 6               | 3               | UCL                | 6                  | 1                  | ST          | 1           | 0           | 44     | 14     |
| 2015-2016          | Galatasaray        | SL                 | 25         | 5          | TK              | 6               | 1               | UCL+UEL            | 6+2                | 0                  | ST          | 1           | 0           | 40     | 6      |
| 2016-2017          | Galatasaray        | SL                 | 28         | 5          | TK              | 4               | 0               | -                  | -                  | -                  | ST          | 1           | 0           | 33     | 5      |
| Totale Galatasaray | Totale Galatasaray | Totale Galatasaray | 124        | 35         |                 | 22              | 7               |                    | 25                 | 4                  |             | 4           | 0           | 175    | 46     |
| 2017-gen. 2018     | Nizza              | L1                 | 5          | 0          | CF+CdL          | 0               | 0               | UCL+UEL            | 1+2                | 0                  | -           | -           | -           | 8      | 0      |
| gen.-giu. 2018     | Al-Gharafa         | QSL                | 11         | 9          | QSC             | 0               | 0               | ACL                | 6                  | 2                  | CEQ         | -           | -           | 17     | 11     |
| 2018-2019          | Al-Gharafa         | QSL                | 11         | 6          | QSC             | 2               | 2               | ACL                | 0                  | 0                  | CEQ         | -           | -           | 13     | 8      |
| Totale Al-Gharafa  | Totale Al-Gharafa  | Totale Al-Gharafa  | 22         | 15         |                 | 2               | 2               |                    | 6                  | 2                  |             | -           | -           | 30     | 19     |
| Totale carriera    | Totale carriera    | Totale carriera    | 410        | 119        |                 | 50              | 15              |                    | 104                | 19                 |             | 11          | 3           | 575    | 156    |

### Cronologia presenze e reti in nazionale
| Cronologia completa delle presenze e delle reti in nazionale ― Paesi Bassi | Cronologia completa delle presenze e delle reti in nazionale ― Paesi Bassi | Cronologia completa delle presenze e delle reti in nazionale ― Paesi Bassi | Cronologia completa delle presenze e delle reti in nazionale ― Paesi Bassi | Cronologia completa delle presenze e delle reti in nazionale ― Paesi Bassi | Cronologia completa delle presenze e delle reti in nazionale ― Paesi Bassi | Cronologia completa delle presenze e delle reti in nazionale ― Paesi Bassi | Cronologia completa delle presenze e delle reti in nazionale ― Paesi Bassi |
| Data                                                                       | Città                                                                      | In casa                                                                    | Risultato                                                                  | Ospiti                                                                     | Competizione                                                               | Reti                                                                       | Note                                                                       |
| -------------------------------------------------------------------------- | -------------------------------------------------------------------------- | -------------------------------------------------------------------------- | -------------------------------------------------------------------------- | -------------------------------------------------------------------------- | -------------------------------------------------------------------------- | -------------------------------------------------------------------------- | -------------------------------------------------------------------------- |
| 30-4-2003                                                                  | Eindhoven                                                                  | Paesi Bassi                                                                | 1 – 1                                                                      | Portogallo                                                                 | Amichevole                                                                 | -                                                                          | 46’                                                                        |
| 11-10-2003                                                                 | Eindhoven                                                                  | Paesi Bassi                                                                | 5 – 0                                                                      | Moldavia                                                                   | Qual. Euro 2004                                                            | 1                                                                          |                                                                            |
| 19-11-2003                                                                 | Amsterdam                                                                  | Paesi Bassi                                                                | 6 – 0                                                                      | Scozia                                                                     | Qual. Euro 2004                                                            | 1                                                                          |                                                                            |
| 18-2-2004                                                                  | Amsterdam                                                                  | Paesi Bassi                                                                | 1 – 0                                                                      | Stati Uniti                                                                | Amichevole                                                                 | -                                                                          | 46’                                                                        |
| 31-3-2004                                                                  | Rotterdam                                                                  | Paesi Bassi                                                                | 0 – 0                                                                      | Francia                                                                    | Amichevole                                                                 | -                                                                          | 46’                                                                        |
| 28-4-2004                                                                  | Eindhoven                                                                  | Paesi Bassi                                                                | 4 – 0                                                                      | Grecia                                                                     | Amichevole                                                                 | -                                                                          | 46’                                                                        |
| 29-5-2004                                                                  | Eindhoven                                                                  | Paesi Bassi                                                                | 0 – 1                                                                      | Belgio                                                                     | Amichevole                                                                 | -                                                                          |                                                                            |
| 1-6-2004                                                                   | Losanna                                                                    | Paesi Bassi                                                                | 3 – 0                                                                      | Fær Øer                                                                    | Amichevole                                                                 | -                                                                          | 46’                                                                        |
| 5-6-2004                                                                   | Amsterdam                                                                  | Paesi Bassi                                                                | 0 – 1                                                                      | Irlanda                                                                    | Amichevole                                                                 | -                                                                          | 46’                                                                        |
| 15-6-2004                                                                  | Porto                                                                      | Germania                                                                   | 1 – 1                                                                      | Paesi Bassi                                                                | Euro 2004 - 1º turno                                                       | -                                                                          | 46’                                                                        |
| 23-6-2004                                                                  | Braga                                                                      | Paesi Bassi                                                                | 3 – 0                                                                      | Lettonia                                                                   | Euro 2004 - 1º turno                                                       | -                                                                          | 77’                                                                        |
| 18-8-2004                                                                  | Stoccolma                                                                  | Svezia                                                                     | 2 – 2                                                                      | Paesi Bassi                                                                | Amichevole                                                                 | 1                                                                          | 7’                                                                         |
| 3-9-2004                                                                   | Utrecht                                                                    | Paesi Bassi                                                                | 3 – 0                                                                      | Liechtenstein                                                              | Amichevole                                                                 | -                                                                          |                                                                            |
| 8-9-2004                                                                   | Amsterdam                                                                  | Paesi Bassi                                                                | 2 – 0                                                                      | Rep. Ceca                                                                  | Qual. Mondiali 2006                                                        | -                                                                          |                                                                            |
| 9-10-2004                                                                  | Skopje                                                                     | Macedonia                                                                  | 2 – 2                                                                      | Paesi Bassi                                                                | Qual. Mondiali 2006                                                        | -                                                                          |                                                                            |
| 13-10-2004                                                                 | Amsterdam                                                                  | Paesi Bassi                                                                | 3 – 1                                                                      | Finlandia                                                                  | Qual. Mondiali 2006                                                        | 1                                                                          | 83’                                                                        |
| 17-11-2004                                                                 | Barcellona                                                                 | Andorra                                                                    | 0 – 3                                                                      | Paesi Bassi                                                                | Qual. Mondiali 2006                                                        | 1                                                                          |                                                                            |
| 3-9-2005                                                                   | Erevan                                                                     | Armenia                                                                    | 0 – 1                                                                      | Paesi Bassi                                                                | Qual. Mondiali 2006                                                        | -                                                                          | 51’                                                                        |
| 7-9-2005                                                                   | Eindhoven                                                                  | Paesi Bassi                                                                | 4 – 0                                                                      | Andorra                                                                    | Qual. Mondiali 2006                                                        | -                                                                          | 47’ 78’                                                                    |
| 12-10-2005                                                                 | Amsterdam                                                                  | Paesi Bassi                                                                | 0 – 0                                                                      | Macedonia                                                                  | Qual. Mondiali 2006                                                        | -                                                                          | 46’                                                                        |
| 27-5-2006                                                                  | Rotterdam                                                                  | Paesi Bassi                                                                | 1 – 0                                                                      | Camerun                                                                    | Amichevole                                                                 | -                                                                          |                                                                            |
| 1-6-2006                                                                   | Eindhoven                                                                  | Paesi Bassi                                                                | 2 – 1                                                                      | Messico                                                                    | Amichevole                                                                 | -                                                                          |                                                                            |
| 4-6-2006                                                                   | Eindhoven                                                                  | Paesi Bassi                                                                | 1 – 1                                                                      | Australia                                                                  | Amichevole                                                                 | -                                                                          | 50’                                                                        |
| 11-6-2006                                                                  | Lipsia                                                                     | Serbia e Montenegro                                                        | 0 – 1                                                                      | Paesi Bassi                                                                | Mondiali 2006 - 1º turno                                                   | -                                                                          |                                                                            |
| 16-6-2006                                                                  | Stoccarda                                                                  | Paesi Bassi                                                                | 2 – 1                                                                      | Costa d'Avorio                                                             | Mondiali 2006 - 1º turno                                                   | -                                                                          | 50’                                                                        |
| 21-6-2006                                                                  | Francoforte sul Meno                                                       | Paesi Bassi                                                                | 0 – 0                                                                      | Argentina                                                                  | Mondiali 2006 - 1º turno                                                   | -                                                                          | 86’                                                                        |
| 25-6-2006                                                                  | Norimberga                                                                 | Portogallo                                                                 | 1 – 0                                                                      | Paesi Bassi                                                                | Mondiali 2006 - Ottavi di finale                                           | -                                                                          | 47’                                                                        |
| 6-9-2006                                                                   | Eindhoven                                                                  | Paesi Bassi                                                                | 3 – 0                                                                      | Bielorussia                                                                | Qual. Euro 2008                                                            | -                                                                          |                                                                            |
| 7-10-2006                                                                  | Sofia                                                                      | Bulgaria                                                                   | 1 – 1                                                                      | Paesi Bassi                                                                | Qual. Euro 2008                                                            | -                                                                          | 80’ 90+1’                                                                  |
| 11-10-2006                                                                 | Amsterdam                                                                  | Paesi Bassi                                                                | 2 – 1                                                                      | Albania                                                                    | Qual. Euro 2008                                                            | -                                                                          | 80’                                                                        |
| 7-2-2007                                                                   | Amsterdam                                                                  | Paesi Bassi                                                                | 4 – 1                                                                      | Russia                                                                     | Amichevole                                                                 | 1                                                                          | 46’                                                                        |
| 24-3-2007                                                                  | Rotterdam                                                                  | Paesi Bassi                                                                | 0 – 0                                                                      | Romania                                                                    | Qual. Euro 2008                                                            | -                                                                          |                                                                            |
| 28-3-2007                                                                  | Lubiana                                                                    | Slovenia                                                                   | 0 – 1                                                                      | Paesi Bassi                                                                | Qual. Euro 2008                                                            | -                                                                          |                                                                            |
| 2-6-2007                                                                   | Seul                                                                       | Corea del Sud                                                              | 0 – 2                                                                      | Paesi Bassi                                                                | Amichevole                                                                 | -                                                                          | 36’ 63’                                                                    |
| 6-6-2007                                                                   | Bangkok                                                                    | Thailandia                                                                 | 1 – 3                                                                      | Paesi Bassi                                                                | Amichevole                                                                 | -                                                                          |                                                                            |
| 22-8-2007                                                                  | Lancy                                                                      | Svizzera                                                                   | 2 – 1                                                                      | Paesi Bassi                                                                | Amichevole                                                                 | -                                                                          | 46’                                                                        |
| 8-9-2007                                                                   | Amsterdam                                                                  | Paesi Bassi                                                                | 2 – 0                                                                      | Bulgaria                                                                   | Qual. Euro 2008                                                            | 1                                                                          | 73’                                                                        |
| 12-9-2007                                                                  | Tirana                                                                     | Albania                                                                    | 0 – 1                                                                      | Paesi Bassi                                                                | Qual. Euro 2008                                                            | -                                                                          | 87’                                                                        |
| 17-10-2007                                                                 | Rotterdam                                                                  | Paesi Bassi                                                                | 2 – 0                                                                      | Slovenia                                                                   | Qual. Euro 2008                                                            | 1                                                                          |                                                                            |
| 17-11-2007                                                                 | Eindhoven                                                                  | Paesi Bassi                                                                | 1 – 0                                                                      | Lussemburgo                                                                | Qual. Euro 2008                                                            | -                                                                          |                                                                            |
| 21-11-2007                                                                 | Minsk                                                                      | Bielorussia                                                                | 2 – 1                                                                      | Paesi Bassi                                                                | Qual. Euro 2008                                                            | -                                                                          | 46’                                                                        |
| 6-2-2008                                                                   | Spalato                                                                    | Croazia                                                                    | 0 – 3                                                                      | Paesi Bassi                                                                | Amichevole                                                                 | -                                                                          |                                                                            |
| 26-3-2008                                                                  | Vienna                                                                     | Austria                                                                    | 3 – 4                                                                      | Paesi Bassi                                                                | Amichevole                                                                 | -                                                                          | 19’ 90’                                                                    |
| 29-5-2008                                                                  | Eindhoven                                                                  | Paesi Bassi                                                                | 1 – 1                                                                      | Danimarca                                                                  | Amichevole                                                                 | -                                                                          | 82’                                                                        |
| 1-6-2008                                                                   | Rotterdam                                                                  | Paesi Bassi                                                                | 2 – 0                                                                      | Galles                                                                     | Amichevole                                                                 | 1                                                                          |                                                                            |
| 9-6-2008                                                                   | Berna                                                                      | Paesi Bassi                                                                | 3 – 0                                                                      | Italia                                                                     | Euro 2008 - 1º turno                                                       | 1                                                                          |                                                                            |
| 13-6-2008                                                                  | Berna                                                                      | Paesi Bassi                                                                | 4 – 1                                                                      | Francia                                                                    | Euro 2008 - 1º turno                                                       | 1                                                                          |                                                                            |
| 21-6-2008                                                                  | Basilea                                                                    | Paesi Bassi                                                                | 1 – 3 dts                                                                  | Russia                                                                     | Euro 2008 - Quarti di finale                                               | -                                                                          |                                                                            |
| 11-10-2008                                                                 | Rotterdam                                                                  | Paesi Bassi                                                                | 2 – 0                                                                      | Islanda                                                                    | Qual. Mondiali 2010                                                        | -                                                                          | 81’                                                                        |
| 15-10-2008                                                                 | Oslo                                                                       | Norvegia                                                                   | 0 – 1                                                                      | Paesi Bassi                                                                | Qual. Mondiali 2010                                                        | -                                                                          | 76’                                                                        |
| 19-11-2008                                                                 | Amsterdam                                                                  | Paesi Bassi                                                                | 3 – 1                                                                      | Svezia                                                                     | Amichevole                                                                 | -                                                                          | 74’                                                                        |
| 11-2-2009                                                                  | Rades                                                                      | Tunisia                                                                    | 1 – 1                                                                      | Paesi Bassi                                                                | Amichevole                                                                 | -                                                                          | 46’                                                                        |
| 28-3-2009                                                                  | Amsterdam                                                                  | Paesi Bassi                                                                | 3 – 0                                                                      | Scozia                                                                     | Qual. Mondiali 2010                                                        | -                                                                          | 65’                                                                        |
| 1-4-2009                                                                   | Amsterdam                                                                  | Paesi Bassi                                                                | 4 – 0                                                                      | Macedonia                                                                  | Qual. Mondiali 2010                                                        | -                                                                          | 77’                                                                        |
| 12-8-2009                                                                  | Amsterdam                                                                  | Paesi Bassi                                                                | 2 – 2                                                                      | Inghilterra                                                                | Amichevole                                                                 | -                                                                          | 46’                                                                        |
| 5-9-2009                                                                   | Enschede                                                                   | Paesi Bassi                                                                | 3 – 0                                                                      | Giappone                                                                   | Amichevole                                                                 | 1                                                                          | 39’ 79’                                                                    |
| 9-9-2009                                                                   | Glasgow                                                                    | Scozia                                                                     | 0 – 1                                                                      | Paesi Bassi                                                                | Qual. Mondiali 2010                                                        | -                                                                          | 77’                                                                        |
| 10-10-2009                                                                 | Sydney                                                                     | Australia                                                                  | 0 – 0                                                                      | Paesi Bassi                                                                | Amichevole                                                                 | -                                                                          | 68’                                                                        |
| 3-3-2010                                                                   | Amsterdam                                                                  | Paesi Bassi                                                                | 2 – 1                                                                      | Stati Uniti                                                                | Amichevole                                                                 | -                                                                          |                                                                            |
| 1-6-2010                                                                   | Rotterdam                                                                  | Paesi Bassi                                                                | 4 – 1                                                                      | Ghana                                                                      | Amichevole                                                                 | 1                                                                          | 83’                                                                        |
| 5-6-2010                                                                   | Amsterdam                                                                  | Paesi Bassi                                                                | 6 – 1                                                                      | Ungheria                                                                   | Amichevole                                                                 | 1                                                                          | 73’                                                                        |
| 14-6-2010                                                                  | Johannesburg                                                               | Paesi Bassi                                                                | 2 – 0                                                                      | Danimarca                                                                  | Mondiali 2010 - 1º turno                                                   | -                                                                          |                                                                            |
| 19-6-2010                                                                  | Durban                                                                     | Paesi Bassi                                                                | 1 – 0                                                                      | Giappone                                                                   | Mondiali 2010 - 1º turno                                                   | 1                                                                          | 83’                                                                        |
| 24-6-2010                                                                  | Città del Capo                                                             | Camerun                                                                    | 1 – 2                                                                      | Paesi Bassi                                                                | Mondiali 2010 - 1º turno                                                   | -                                                                          |                                                                            |
| 28-6-2010                                                                  | Durban                                                                     | Paesi Bassi                                                                | 2 – 1                                                                      | Slovacchia                                                                 | Mondiali 2010 - Ottavi di finale                                           | 1                                                                          | 90+2’                                                                      |
| 2-7-2010                                                                   | Port Elizabeth                                                             | Paesi Bassi                                                                | 2 – 1                                                                      | Brasile                                                                    | Mondiali 2010 - Quarti di finale                                           | 2                                                                          |                                                                            |
| 6-7-2010                                                                   | Città del Capo                                                             | Uruguay                                                                    | 2 – 3                                                                      | Paesi Bassi                                                                | Mondiali 2010 - Semifinale                                                 | 1                                                                          | 30’                                                                        |
| 11-7-2010                                                                  | Johannesburg                                                               | Paesi Bassi                                                                | 0 – 1 dts                                                                  | Spagna                                                                     | Mondiali 2010 - Finale                                                     | -                                                                          |                                                                            |
| 3-9-2010                                                                   | Serravalle                                                                 | San Marino                                                                 | 0 – 5                                                                      | Paesi Bassi                                                                | Qual. Euro 2012                                                            | -                                                                          |                                                                            |
| 7-9-2010                                                                   | Rotterdam                                                                  | Paesi Bassi                                                                | 2 – 1                                                                      | Finlandia                                                                  | Qual. Euro 2012                                                            | -                                                                          |                                                                            |
| 8-10-2010                                                                  | Chișinău                                                                   | Moldavia                                                                   | 0 – 1                                                                      | Paesi Bassi                                                                | Qual. Euro 2012                                                            | -                                                                          |                                                                            |
| 12-10-2010                                                                 | Amsterdam                                                                  | Paesi Bassi                                                                | 4 – 1                                                                      | Svezia                                                                     | Qual. Euro 2012                                                            | -                                                                          |                                                                            |
| 17-11-2010                                                                 | Amsterdam                                                                  | Paesi Bassi                                                                | 1 – 0                                                                      | Turchia                                                                    | Amichevole                                                                 | -                                                                          | 46’                                                                        |
| 9-2-2011                                                                   | Eindhoven                                                                  | Paesi Bassi                                                                | 3 – 1                                                                      | Austria                                                                    | Amichevole                                                                 | 1                                                                          | 46’                                                                        |
| 25-3-2011                                                                  | Budapest                                                                   | Ungheria                                                                   | 0 – 4                                                                      | Paesi Bassi                                                                | Qual. Euro 2012                                                            | -                                                                          |                                                                            |
| 29-3-2011                                                                  | Amsterdam                                                                  | Paesi Bassi                                                                | 5 – 3                                                                      | Ungheria                                                                   | Qual. Euro 2012                                                            | 1                                                                          |                                                                            |
| 2-9-2011                                                                   | Eindhoven                                                                  | Paesi Bassi                                                                | 11 – 0                                                                     | San Marino                                                                 | Qual. Euro 2012                                                            | 2                                                                          |                                                                            |
| 6-9-2011                                                                   | Helsinki                                                                   | Finlandia                                                                  | 0 – 2                                                                      | Paesi Bassi                                                                | Qual. Euro 2012                                                            | -                                                                          |                                                                            |
| 11-11-2011                                                                 | Amsterdam                                                                  | Paesi Bassi                                                                | 0 – 0                                                                      | Svizzera                                                                   | Amichevole                                                                 | -                                                                          |                                                                            |
| 15-11-2011                                                                 | Amburgo                                                                    | Germania                                                                   | 3 – 0                                                                      | Paesi Bassi                                                                | Amichevole                                                                 | -                                                                          | 20’ 87’                                                                    |
| 29-2-2012                                                                  | Londra                                                                     | Inghilterra                                                                | 2 – 3                                                                      | Paesi Bassi                                                                | Amichevole                                                                 | -                                                                          | 76’                                                                        |
| 26-5-2012                                                                  | Amsterdam                                                                  | Paesi Bassi                                                                | 1 – 2                                                                      | Bulgaria                                                                   | Amichevole                                                                 | -                                                                          |                                                                            |
| 30-5-2012                                                                  | Rotterdam                                                                  | Paesi Bassi                                                                | 2 – 0                                                                      | Slovacchia                                                                 | Amichevole                                                                 | -                                                                          | 51’                                                                        |
| 2-6-2012                                                                   | Amsterdam                                                                  | Paesi Bassi                                                                | 6 – 0                                                                      | Irlanda del Nord                                                           | Amichevole                                                                 | 1                                                                          | 70’                                                                        |
| 9-6-2012                                                                   | Charkiv                                                                    | Paesi Bassi                                                                | 0 – 1                                                                      | Danimarca                                                                  | Euro 2012 - 1º turno                                                       | -                                                                          |                                                                            |
| 13-6-2012                                                                  | Charkiv                                                                    | Paesi Bassi                                                                | 1 – 2                                                                      | Germania                                                                   | Euro 2012 - 1º turno                                                       | -                                                                          |                                                                            |
| 17-6-2012                                                                  | Charkiv                                                                    | Portogallo                                                                 | 2 – 1                                                                      | Paesi Bassi                                                                | Euro 2012 - 1º turno                                                       | -                                                                          |                                                                            |
| 15-8-2012                                                                  | Bruxelles                                                                  | Belgio                                                                     | 4 – 2                                                                      | Paesi Bassi                                                                | Amichevole                                                                 | -                                                                          | Cap. 73’                                                                   |
| 7-9-2012                                                                   | Amsterdam                                                                  | Paesi Bassi                                                                | 2 – 0                                                                      | Turchia                                                                    | Qual. Mondiali 2014                                                        | -                                                                          | Cap.                                                                       |
| 11-9-2012                                                                  | Budapest                                                                   | Ungheria                                                                   | 1 – 4                                                                      | Paesi Bassi                                                                | Qual. Mondiali 2014                                                        | -                                                                          | Cap.                                                                       |
| 22-3-2013                                                                  | Amsterdam                                                                  | Paesi Bassi                                                                | 3 – 0                                                                      | Estonia                                                                    | Qual. Mondiali 2014                                                        | -                                                                          | 35’                                                                        |
| 7-6-2013                                                                   | Giacarta                                                                   | Indonesia                                                                  | 0 – 3                                                                      | Paesi Bassi                                                                | Amichevole                                                                 | -                                                                          | 46’                                                                        |
| 11-6-2013                                                                  | Pechino                                                                    | Cina                                                                       | 0 – 2                                                                      | Paesi Bassi                                                                | Amichevole                                                                 | 1                                                                          | 46’                                                                        |
| 6-9-2013                                                                   | Tallinn                                                                    | Estonia                                                                    | 2 – 2                                                                      | Paesi Bassi                                                                | Qual. Mondiali 2014                                                        | -                                                                          |                                                                            |
| 10-9-2013                                                                  | Andorra la Vella                                                           | Andorra                                                                    | 0 – 2                                                                      | Paesi Bassi                                                                | Qual. Mondiali 2014                                                        | -                                                                          | 78’                                                                        |
| 15-10-2013                                                                 | Istanbul                                                                   | Turchia                                                                    | 0 – 2                                                                      | Paesi Bassi                                                                | Qual. Mondiali 2014                                                        | 1                                                                          |                                                                            |
| 5-3-2014                                                                   | Saint-Denis                                                                | Francia                                                                    | 2 – 0                                                                      | Paesi Bassi                                                                | Amichevole                                                                 | -                                                                          | 72’                                                                        |
| 31-5-2014                                                                  | Rotterdam                                                                  | Paesi Bassi                                                                | 1 – 0                                                                      | Ghana                                                                      | Amichevole                                                                 | -                                                                          | 82’                                                                        |
| 4-6-2014                                                                   | Amsterdam                                                                  | Paesi Bassi                                                                | 2 – 0                                                                      | Galles                                                                     | Amichevole                                                                 | -                                                                          |                                                                            |
| 13-6-2014                                                                  | Salvador                                                                   | Spagna                                                                     | 1 – 5                                                                      | Paesi Bassi                                                                | Mondiali 2014 - 1º turno                                                   | -                                                                          |                                                                            |
| 18-6-2014                                                                  | Porto Alegre                                                               | Australia                                                                  | 2 – 3                                                                      | Paesi Bassi                                                                | Mondiali 2014 - 1º turno                                                   | -                                                                          |                                                                            |
| 23-6-2014                                                                  | San Paolo                                                                  | Paesi Bassi                                                                | 2 – 0                                                                      | Cile                                                                       | Mondiali 2014 - 1º turno                                                   | -                                                                          | 75’                                                                        |
| 29-6-2014                                                                  | Fortaleza                                                                  | Paesi Bassi                                                                | 2 – 1                                                                      | Messico                                                                    | Mondiali 2014 - Ottavi di finale                                           | 1                                                                          |                                                                            |
| 5-7-2014                                                                   | Salvador                                                                   | Paesi Bassi                                                                | 0 – 0 dts (4 - 3 dtr)                                                      | Costa Rica                                                                 | Mondiali 2014 - Quarti di finale                                           | -                                                                          |                                                                            |
| 9-7-2014                                                                   | San Paolo                                                                  | Paesi Bassi                                                                | 0 – 0 dts (2 - 4 dtr)                                                      | Argentina                                                                  | Mondiali 2014 - Semifinale                                                 | -                                                                          |                                                                            |
| 4-9-2014                                                                   | Bari                                                                       | Italia                                                                     | 2 – 0                                                                      | Paesi Bassi                                                                | Amichevole                                                                 | -                                                                          |                                                                            |
| 9-9-2014                                                                   | Praga                                                                      | Rep. Ceca                                                                  | 2 – 1                                                                      | Paesi Bassi                                                                | Qual. Euro 2016                                                            | -                                                                          |                                                                            |
| 10-10-2014                                                                 | Amsterdam                                                                  | Paesi Bassi                                                                | 3 – 1                                                                      | Kazakistan                                                                 | Qual. Euro 2016                                                            | -                                                                          |                                                                            |
| 13-10-2014                                                                 | Reykjavík                                                                  | Islanda                                                                    | 2 – 0                                                                      | Paesi Bassi                                                                | Qual. Euro 2016                                                            | -                                                                          | 46’                                                                        |
| 12-11-2014                                                                 | Amsterdam                                                                  | Paesi Bassi                                                                | 2 – 3                                                                      | Messico                                                                    | Amichevole                                                                 | 1                                                                          | 81’                                                                        |
| 16-11-2014                                                                 | Amsterdam                                                                  | Paesi Bassi                                                                | 6 – 0                                                                      | Lettonia                                                                   | Qual. Euro 2016                                                            | -                                                                          |                                                                            |
| 28-3-2015                                                                  | Amsterdam                                                                  | Paesi Bassi                                                                | 1 – 1                                                                      | Turchia                                                                    | Qual. Euro 2016                                                            | -                                                                          | Cap.                                                                       |
| 31-3-2015                                                                  | Amsterdam                                                                  | Paesi Bassi                                                                | 2 – 0                                                                      | Spagna                                                                     | Amichevole                                                                 | -                                                                          | Cap. 62’                                                                   |
| 5-6-2015                                                                   | Amsterdam                                                                  | Paesi Bassi                                                                | 3 – 4                                                                      | Stati Uniti                                                                | Amichevole                                                                 | -                                                                          | 78’                                                                        |
| 12-6-2015                                                                  | Riga                                                                       | Lettonia                                                                   | 0 – 2                                                                      | Paesi Bassi                                                                | Qual. Euro 2016                                                            | -                                                                          |                                                                            |
| 3-9-2015                                                                   | Amsterdam                                                                  | Paesi Bassi                                                                | 0 – 1                                                                      | Islanda                                                                    | Qual. Euro 2016                                                            | -                                                                          | 90+3’                                                                      |
| 6-9-2015                                                                   | Konya                                                                      | Turchia                                                                    | 3 – 0                                                                      | Paesi Bassi                                                                | Qual. Euro 2016                                                            | -                                                                          |                                                                            |
| 10-10-2015                                                                 | Astana                                                                     | Kazakistan                                                                 | 1 – 2                                                                      | Paesi Bassi                                                                | Qual. Euro 2016                                                            | 1                                                                          | Cap. 80’                                                                   |
| 13-10-2015                                                                 | Amsterdam                                                                  | Paesi Bassi                                                                | 2 – 3                                                                      | Rep. Ceca                                                                  | Qual. Euro 2016                                                            | -                                                                          | Cap. 88’                                                                   |
| 13-11-2015                                                                 | Cardiff                                                                    | Galles                                                                     | 2 – 3                                                                      | Paesi Bassi                                                                | Qual. Euro 2016                                                            | -                                                                          |                                                                            |
| 25-3-2016                                                                  | Amsterdam                                                                  | Paesi Bassi                                                                | 2 – 3                                                                      | Francia                                                                    | Amichevole                                                                 | -                                                                          | Cap. 37’                                                                   |
| 1-9-2016                                                                   | Amsterdam                                                                  | Paesi Bassi                                                                | 1 – 2                                                                      | Grecia                                                                     | Amichevole                                                                 | -                                                                          | Cap. 65’                                                                   |
| 6-9-2016                                                                   | Stoccolma                                                                  | Svezia                                                                     | 1 – 1                                                                      | Paesi Bassi                                                                | Qual. Mondiali 2018                                                        | 1                                                                          | Cap.                                                                       |
| 7-10-2016                                                                  | Rotterdam                                                                  | Paesi Bassi                                                                | 4 – 1                                                                      | Bielorussia                                                                | Qual. Mondiali 2018                                                        | -                                                                          | Cap. 46’                                                                   |
| 9-11-2016                                                                  | Amsterdam                                                                  | Paesi Bassi                                                                | 1 – 1                                                                      | Belgio                                                                     | Amichevole                                                                 | -                                                                          | Cap. 75’                                                                   |
| 13-11-2016                                                                 | Lussemburgo                                                                | Lussemburgo                                                                | 1 – 3                                                                      | Paesi Bassi                                                                | Qual. Mondiali 2018                                                        | -                                                                          | 46’                                                                        |
| 25-3-2017                                                                  | Sofia                                                                      | Bulgaria                                                                   | 2 – 0                                                                      | Paesi Bassi                                                                | Qual. Mondiali 2018                                                        | -                                                                          | 46’                                                                        |
| 28-3-2017                                                                  | Amsterdam                                                                  | Paesi Bassi                                                                | 1 – 2                                                                      | Italia                                                                     | Amichevole                                                                 | -                                                                          | 83’                                                                        |
| 31-5-2017                                                                  | Agadir                                                                     | Marocco                                                                    | 1 – 2                                                                      | Paesi Bassi                                                                | Amichevole                                                                 | -                                                                          | 73’                                                                        |
| 28-3-2017                                                                  | Rotterdam                                                                  | Paesi Bassi                                                                | 5 – 0                                                                      | Costa d'Avorio                                                             | Amichevole                                                                 | -                                                                          | 70’                                                                        |
| 9-6-2017                                                                   | Rotterdam                                                                  | Paesi Bassi                                                                | 5 – 0                                                                      | Lussemburgo                                                                | Qual. Mondiali 2018                                                        | 1                                                                          | 82’                                                                        |
| 31-8-2017                                                                  | Saint-Denis                                                                | Francia                                                                    | 4 – 0                                                                      | Paesi Bassi                                                                | Qual. Mondiali 2018                                                        | -                                                                          | 46’                                                                        |
| 14-11-2017                                                                 | Bucarest                                                                   | Romania                                                                    | 0 – 3                                                                      | Paesi Bassi                                                                | Amichevole                                                                 | -                                                                          | 62’                                                                        |
| 6-9-2018                                                                   | Amsterdam                                                                  | Paesi Bassi                                                                | 2 – 1                                                                      | Perù                                                                       | Amichevole                                                                 | -                                                                          | Cap. 62’                                                                   |
| Totale                                                                     |                                                                            | Presenze (1º posto)                                                        | 134                                                                        |                                                                            | Reti                                                                       | 31                                                                         |                                                                            |

## Palmarès

### Club

#### Competizioni nazionali
- Campionato olandese: 1

Ajax: 2003-2004
- Supercoppa dei Paesi Bassi: 3

Ajax: 2002, 2005, 2006
- Coppa dei Paesi Bassi: 2

Ajax: 2005-2006, 2006-2007
- Campionato spagnolo: 1

Real Madrid: 2007-2008
- Supercoppa di Spagna: 1

Real Madrid: 2008
- Campionato italiano: 1

Inter: 2009-2010
- Coppa Italia: 2

Inter: 2009-2010, 2010-2011
- Supercoppa italiana: 1

Inter: 2010
- Campionato turco: 2

Galatasaray: 2012-2013, 2014-2015
- Supercoppa di Turchia: 3

Galatasaray: 2013, 2015, 2016
- Coppa di Turchia: 3

Galatasaray: 2013-2014, 2014-2015, 2015-2016
- Qatar Stars Cup: 1

Al-Gharafa: 2018-2019

#### Competizioni internazionali
- UEFA Champions League: 1

Inter: 2009-2010
- Coppa del mondo per club: 1

Inter: 2010

### Individuale
- Miglior talento dell'anno in Eredivisie: 1

2003-2004
- Squadra del torneo dell'Europeo: 1

2008
- Uomo-assist della Champions League: 1

2009-2010
- UEFA Club Football Awards: 1

Miglior Centrocampista: 2010
- Scarpa di bronzo dei mondiali: 1

2010
- Pallone d'argento dei mondiali: 1

2010
- All-Star Team dei mondiali: 1

2010
- Miglior calciatore olandese De Telegraaf: 1

2010
- Squadra d'oro 2010 La Gazzetta dello Sport[83]:1

2010
- FIFA/FIFPro World XI: 1

2010
- Squadra dell'anno UEFA: 1

2010
- Premio nazionale Andrea Fortunato nella categoria Calciatore: 1

2011
- Inserito nella Hall of Fame dell'Inter nella categoria Centrocampisti

2021